# Боббі Сміт (футболіст, 1933)
Боббі Сміт (англ. Bobby Smith, 22 лютого 1933 — 18 вересня 2010, Енфілд) — англійський футболіст, що грав на позиції нападника, зокрема за «Челсі» та «Тоттенгем Готспур», а також національну збірну Англії.
Дворазовий чемпіон Англії. Дворазовий володар Кубка Англії. Дворазовий володар Суперкубка Англії з футболу. Володар Кубка Кубків УЄФА. 

## Клубна кар'єра
У дорослому футболі дебютував 1950 року виступами за «Челсі», в якій провів п'ять сезонів, так і не ставши гравцем основного складу. Зокрема у переможному для «аристократів» сезоні 1954/55 виходив на поле лише у трьох іграх першості. Загалом взяв участь у 75 матчах чемпіонату за «Челсі».
1955 року став гравцем іншої столичної команди, «Тоттенгем Готспур», де молодий нападник отримав значно більшу довіру тренерського штабу і швидко став не лише гравцем «основи», але й головним бомбардиром команди, що стабільно боролася за призові місця англійської першості. В сезоні 1957/58, своєму третьому у «Тоттенгемі», забив 36 голів у 38 матчах чемпіонату, ставши найуспішнішим нападником тогорічного розіграшу Першого дивізіону Футбольної ліги. 1961 року зробив значний внесок у золотий дубль «Тоттенгем Готспур», забивши 28 голів у переможному розіграші Першого дивізіону (найбільше серед партнерів по команді того сезону) та відкривши рахунок у тогорічному фіналі Кубка Англії.
Невдовзі після цього подвійного тріумфу «Тоттенгем» наприкінці 1961 року придбав з італійського «Мілана» за рекордні на той час для британського футболу 100 тисяч фунтів Джиммі Грівза, який став партнером Сміта у нападі і швидко позбавив його статуса основного голеодора лондонської команди. Сміт провів пліч-о-пліч з Грівзом два з половиною сезони, демонструючи значно нижчу результативність. Попри це на момент відходу з «Тоттенгема» влітку 1964 року Сміт був з 208 голами у 317 матчах усіх турнірів його найкращим в історії бомбардиром, згодом цей результат вдалося перевищити лише все тому ж Грівзу.
Після відходу з «Тоттенгема» провів сезон 1964/65 у клубу четвертого дивізіону «Брайтон енд Гоув», а наступного сезону завершив ігрову кар'єру виступами за «Гастінгс Юнайтед» у шостому дивізіоні.

## Виступи за збірну
1958 року, не маючи досвіду виступів за національну збірну Англії був включений до її заявки на тогорічний чемпіонат світу у Швеції, де на поле не виходив.
Дебютував за національну команду лише 1960 року. Протягом кар'єри у збірній, яка тривала 4 роки, провів у її формі 15 матчів, забивши 13 голів.
У складі збірної був учасником 
Помер 18 вересня 2010 року на 78-му році життя в лондонському боро Енфілд.
| Дата       | Місто      | Господарі         | Результат | Гості     | Турнір             | Голи | Примітки |
| ---------- | ---------- | ----------------- | --------- | --------- | ------------------ | ---- | -------- |
| 8-10-1960  | Белфаст    | Північна Ірландія | 2 – 5     | Англія    | Домашній чемпіонат | 1    |          |
| 19-10-1960 | Люксембург | Люксембург        | 0 – 9     | Англія    | Відбір до ЧС 1962  | 2    |          |
| 26-10-1960 | Лондон     | Англія            | 4 – 2     | Іспанія   | товариський матч   | 2    |          |
| 23-11-1960 | Лондон     | Англія            | 5 – 1     | Уельс     | Домашній чемпіонат | 1    |          |
| 15-4-1961  | Лондон     | Англія            | 9 – 3     | Шотландія | Домашній чемпіонат | 2    |          |
| 21-5-1961  | Оейраш     | Португалія        | 1 – 1     | Англія    | Відбір до ЧС 1962  | -    |          |
| 14-4-1962  | Глазго     | Шотландія         | 2 – 0     | Англія    | Домашній чемпіонат | -    |          |
| 27-2-1963  | Париж      | Франція           | 5 – 2     | Англія    | Відбір до ЧЄ 1964  | 1    |          |
| 6-4-1963   | Лондон     | Англія            | 1 – 2     | Шотландія | Домашній чемпіонат | -    |          |
| 8-5-1963   | Лондон     | Англія            | 1 – 1     | Бразилія  | товариський матч   | -    |          |
| 29-5-1963  | Братислава | Чехословаччина    | 2 – 4     | Англія    | товариський матч   | 1    |          |
| 2-6-1963   | Лейпциг    | НДР               | 1 – 2     | Англія    | товариський матч   | -    |          |
| 12-10-1963 | Кардіфф    | Уельс             | 0 – 4     | Англія    | Домашній чемпіонат | 2    |          |
| Усього     |            | Матчів            | 15        |           | Голів              | 13   |          |

## Титули і досягнення
- Чемпіон Англії (2):

«Челсі»: 1954/55
«Тоттенгем Готспур»: 1960/61
- Володар Кубка Англії (2):

«Тоттенгем Готспур»: 1960/61, 1961/62
- Володар Суперкубка Англії з футболу (2):

«Тоттенгем Готспур»: 1961, 1962
- Володар Кубка Кубків УЄФА (1):

«Тоттенгем Готспур»: 1962/63
- Найкращий бомбардир Футбольної ліги Англії (2):

1957/58 (36 голів)